# Марин, Эдгар
Э́дгар Сефери́но Мари́н Леви́ (исп. Edgar Ceferino Marín Levi; 22 мая 1943, Пунтаренас — 16 августа 2023) — коста-риканский футболист, известен по выступлениям за клуб «Депортиво Саприсса», с которым выиграл много титулов.

## Биография

### Игровая карьера
Марин большую часть карьеры играл за клуб «Депортиво Саприсса», в котором суммарно провёл 14 сезонов, выиграв с командой множество титулов, среди которых 12 чемпионских титулов и 3 Кубка Коста-Рики. Помимо этого, с 1967 по 1969 годы он играл в США за «Окленд Клипперс» и «Канзас-Сити Сперс», а затем вернулся в «Саприссу», в котором продолжилась его карьера.
В составе сборной Коста-Рики играл на чемпионате наций КОНКАКАФ 1963 года, который завершился победой коста-риканцев.

### Смерть
Скончался 16 августа 2023 года в возрасте 80 лет

## Достижения
«Депортиво Саприсса»
- Чемпион Коста-Рики (12): 1962, 1964, 1965, 1967, 1968, 1969, 1972, 1973, 1974, 1975, 1976, 1977
- Обладатель Кубка Коста-Рики (3): 1963, 1970, 1972
- Обладатель Суперкубка Коста-Рики (1): 1963
- Победитель Клубного кубка UNCAF (3) : 1972, 1973, 1978

 Коста-Рика
- Победитель Чемпионата наций КОНКАКАФ (1): 1963